# PowerBook G4 12"
Le PowerBook G4 12" (ou PowerBook 12" Alu) est un ordinateur portable commercialisé par Apple qui bénéficie du nouveau boîtier aluminium en même temps que les modèles 15" et 17".
Avec la sortie du MacBook Pro en février 2006, il est le dernier modèle de la gamme PowerBook à avoir été produit. Il s'est arrêté en mai 2006 alors que le modèle 15" s'est arrêté en février 2006 et le modèle 17" en avril 2006.

## Caractéristiques
- processeur : PowerPC 7455/7447 cadencé entre 867 MHz et 1,5 GHz
- adressage 32 bits
- bus système 64 bit à 133 ou 167 MHz
- mémoire cache de niveau 1 : 64 Kio
- mémoire cache de niveau 2 : 256 ou 512 Kio cadencée à la vitesse du processeur
- mémoire morte : 1 Mio pour le démarrage, les autres instructions sont chargées en mémoire vive
- mémoire vive : entre 256 et 512 Mio en configuration de base, extensible à 1,25 Gio
- carte vidéo AGP 4x avec 32 ou 64 Mio de mémoire vidéo
- écran LCD 12,1" à matrice active
- définitions supportées :
  - 1024 × 768 (définition native)
  - 800 × 600
  - 640 × 480
- disque dur Ultra ATA/100 de 40 à 80 Go tournant à 4 200 ou 5 400 tr/min
- lecteur Combo (lecteur DVD / graveur CD) ou Superdrive (graveur DVD et CD)
- modem 56 kb/s V92
- carte AirPort 54 Mb/s (norme IEEE 802.11g) optionnelle ou en standard
- Bluetooth 1.1 ou 2 optionnel ou en standard
- slots d'extension :
  - 1 connecteur mémoire de type SDRAM DDR PC2100 ou PC2700 SO-DIMM
- connectique :
  - 1 port FireWire 400 Mb/s
  - 2 ports USB ou USB 2
  - port Ethernet 10/100BASE-T
  - sortie son : stéréo 16 bits
  - entrée son : stéréo 16 bits
  - sortie vidéo mini-VGA (adaptateur vers VGA fourni) ou mini-DVI
  - sortie S-Video (adaptateur vendu à part)
  - sortie vidéo composite (adaptateur vendu à part)
- microphone intégré
- haut-parleur stéréo
- batterie Lithium Ion de 47 ou 50 Wh lui assurant environ 5 heures d'autonomie
- dimensions : 3,0 × 27,7 × 21,9 cm
- poids : 2,1 kg
- systèmes supportés : à partir de Mac OS X 10.2.4

## MacBook Air 11.6", le successeur?
Le PowerBook G4 12" n'est plus commercialisé depuis mai 2006 et n'a pas eu immédiatement de successeur. Malgré son épaisseur (le plus épais des PowerBook G4 alu, mais plus mince et plus léger que les iBook G3/G4 12") il est considéré comme le premier ultraportable d'Apple (proche du format A4) bien que la presque totalité de la gamme des PowerBook qui l'a précédé avoisinait ce format (par exemple, le PowerBook 1400). À l'époque il était le seul à réunir un format ultra compact et un équipement pro chez Apple. Le MacBook Air 11,6" sorti en octobre 2010 peut dans une certaine mesure être considéré comme son successeur puisqu'il renoue avec ce type de format de façon remarquable.
Pourtant, les avis sur la question de savoir si le MacBook Air 11,6" est de facto l'héritier du PowerBook G4 12" resteront sans doute partagés. Le PowerBook G4 12" se suffit à lui-même (choix dans la connectique (RJ45, FireWire…), véritable carte graphique, lecteur optique…) alors que le MacBook Air 11,6" est du type netbook nécessitant l'apport de périphériques supplémentaires ou l'utilisation d'une machine principale, dès lors que l'on sort du cadre d'utilisation uniquement bureautique et Internet. De ce point de vue le MacBook Air 11,6" est proche d'un iPad, le clavier matériel en plus, en phase avec l'évolution contemporaine. Cependant, bien qu'il fasse 2,25 cm de plus en largeur (du fait d'un format 16/9° avantageux), le MacBook Air répond amplement par son encombrement aux souhaits des nostalgiques du 12" et présente par rapport à ce dernier : 2,7 cm de moins en profondeur, une finesse inégalée et un poids réduit pratiquement de moitié. Il conserve en outre un clavier complet, avec l'avantage d'un trackpad multi-touch, d'un écran de meilleure résolution et d'une webcam intégrée, avec une autonomie comparable, ainsi que des performances et une capacité de stockage acceptables pour un portable classique actuel qui fonctionne, par ailleurs, sous Mac OS X comme son devancier (raisons pour lesquelles certains le voient plutôt comme un « laptop »). Au surplus, le tarif 2010 est nettement à la baisse par rapport à 2003. Le MacBook Air 11,6" peut cependant décevoir ceux qui attendaient l'équivalent d'un mini MacBook Pro plus proche, par l'équipement, de ce qu'était le PowerBook G4 12".
Ceux qui ne sont pas formellement attachés au format A4 trouveront cependant entièrement satisfaction avec la nouvelle version du MacBook Pro sorti en 2009 au format 13" (il s'agit en réalité du MacBook unibody qui est devenu un MacBook Pro).